# نیزه‌ماهی سفید
نیزه‌ماهی سفید (نام علمی: Kajikia albida) نام یک گونه از تیره نیزه‌ماهی است.